# Peter Rono
Peter Kipchumba Rono (* 31. Juli 1967 in Kapsabet) ist ein ehemaliger kenianischer Mittelstreckenläufer und Olympiasieger über 1500 Meter.
Rono hatte in den Jahren 1984 bis 1988 eine kurze, aber steile sportliche Karriere. 1984 gelang ihm im Alter von 17 Jahren bei den Juniorenweltmeisterschaften ein Doppelerfolg über 1500 und 5000 Meter, und 1985 wurde er in Nairobi afrikanischer Meister im Crosslauf. Bei den Juniorenweltmeisterschaften 1986 in Athen gewann er Silber, und bei den Weltmeisterschaften 1987 in Rom kam er ins Halbfinale.
Seinen größten Erfolg hatte er bei den Olympischen Spielen 1988 in Seoul. Hier gewann er über 1500 Meter die Goldmedaille vor dem als Favoriten gesetzten Briten Peter Elliott und Jens-Peter Herold aus der DDR.
Er setzte neben seinem Studium am Mount Saint Mary’s College seine sportliche Karriere mit wechselndem Erfolg fort. 1989 gewann er Silber bei der Universiade, und 1991 schied er bei den Weltmeisterschaften in Tokio im Halbfinale aus. Später wurde er Trainer an seiner Alma Mater. Heute ist er bei Schuhhersteller New Balance angestellt.

## Persönliche Bestzeiten
- 800 m: 1:46,66 min, 28. Juni 1988, Leverkusen
- 1500 m: 3:34,54 min, 16. August 1989, Zürich
  - Halle: 3:40,00 min, 7. Februar 1996, Gent
- 1 Meile: 3:51,41 min, 10. Juli 1991, Lausanne
  - Halle: 3:58,19 min, 9. März 1991, Indianapolis
- 2000 m (Halle): 4:59,55 min, 18. Februar 1996, Liévin
- 3000 m: 7:41,94 min, 18. Juli 1992, Hechtel